# Woodville (Californie)
Pour les articles homonymes, voir Woodville.
Woodville est une census-designated place du comté de Tulare, en Californie.

## Géographie
D'après le bureau du recensement des États-Unis, sa superficie est de 11,27 km2.

### Démographie
Au recensement de 2010, la population était de 1 740 habitants, avec 409 ménages et 269 familles résidentes. La densité était de 154,4 hab/km2.
La répartition ethnique majoritaire était de 77,3 % d'Euro-Américains et 1,8 % d'amérindiens. 88,8 % étaient des latinos. Les langues parlées dans la ville sont l'espagnol pour 81,5 % et l'anglais pour 17,46 %. En 2010, le revenu moyen par habitant était de 6 824 dollars avec 36,5 % sous le seuil de pauvreté.
| 2000  | 2010  | - | - | - | - |
| ----- | ----- | - | - | - | - |
| 1 678 | 1 740 | - | - | - | - |

## Représentation
Woodville est située dans le 16e district sénatorial, représenté par le démocrate Dean Florez (en) et dans le 30e district de l'assemblée de Californie, représenté par le républicain Danny Gilmore (en).
Au niveau fédéral, la ville est dans le 21e district du congrès et est représentée par le républicain Devin Nunes.

## Source
- (en) Cet article est partiellement ou en totalité issu de l’article de Wikipédia en anglais intitulé « Woodville, California » (voir la liste des auteurs).